# Lijn 4 (televisieprogramma)

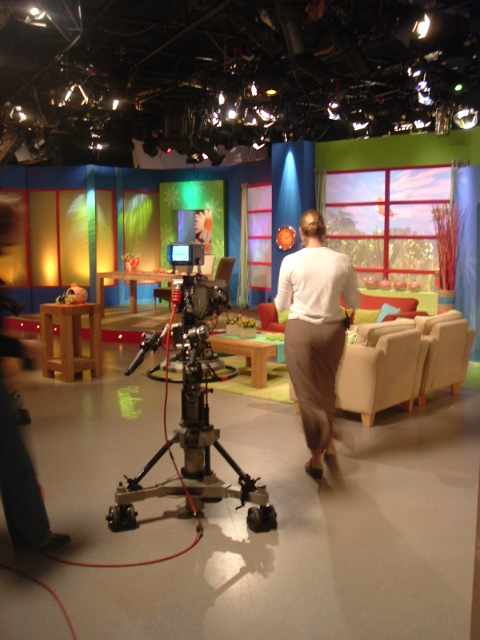
Set van Lijn 4 in 2005 tussen de opnamen door

Lijn 4 was een Nederlands ochtendprogramma van RTL 4 dat werd gepresenteerd door onder anderen Doesjka Dubbelt, Mike Starink en John Williams. Het programma was de opvolger van Koffietijd!, gepresenteerd door Hans van Willigenburg en Mireille Bekooij geproduceerd door Endemol en uitgezonden vanuit Studio 9 in Aalsmeer.

## Geschiedenis
In totaal zijn er meer dan 1500 afleveringen uitgezonden (exclusief herhalingen op zaterdag). Op 31 oktober 2007 werd de allerlaatste aflevering van het programma uitgezonden waarin terug werd gekeken op ruim 6 jaar lang televisie. Het was een eenmalige aflevering van 1 uur.
Lijn 4 begon op 1 oktober 2001 op RTL 4 met duopresentatie opgezet ter vervanging van het kort daarvoor gestopte Koffietijd, sinds 2006 was het programma te zien met nog maar één presentator. In het begin (oktober 2001 t/m augustus 2003) werd Lijn 4 uitgezonden in drie blokken van een half uur, en wel van 09.30 tot 10.00, van 10.30 tot 11.00 en van 11.30 tot 12.00.
Tussendoor waren de soaps Goede tijden, slechte tijden en As the World Turns en de herhaling van Big Brother te zien. In de pauzes van de soaps en de herhaling van Big Brother verzorgde Lijn 4 de belspellen. Daarmee maakten kijkers kans op geldprijzen door vragen te beantwoorden over de soaps en tijdens de herhaling van Big Brother een vraag over dit programma. Mensen konden dan hiervoor gedurende de hele uitzending van de soaps of de herhaling van Big Brother bellen naar een voor aanvang van de uitzending genoemd telefoonnummer, aangezien het antwoord vaak in de betreffende aflevering werd gegeven. Aan het eind van de betreffende uitzending werd dan iemand die gebeld had teruggebeld die het antwoord mocht geven. Als dat goed was won deze kandidaat de geldprijs. Daarnaast werden er in het programma zelf ook af en toe belspellen gespeeld, waarbij vaak gepuzzeld moest worden.
Tussen september 2003 tot december 2005 waren er twee blokken, en wel van 10.10 tot 11.00 en van 11.30 tot 12.00. Na 1 januari 2006 werden de programmablokken korter. Toen werd er uitgezonden van 10.15 tot 10.45 en van 11.35 tot 12.00. In 2007 bleef nog maar één blok over van Lijn 4 dat werd uitgezonden van 10.30 tot 11.15. Echter, van 10.30 tot ongeveer 10.50 werd het programma gevuld met een belspel. Rond 10.50 begon het feitelijke programma pas om dan weer te eindigen rond 11.15.

## Rubrieken
In Lijn 4 werden onderwerpen behandeld die te maken hadden met lifestyle, showbizz, actualiteit, koken, horoscoop etc. Bekende Nederlanders waren vaak te gast in het programma of traden op. Vaak werden aan deze onderwerpen een sms-dienst gekoppeld. Eind 2006 werd de insteek van het programma veranderd, en werd het meer een talkshow waarin bekende (opvallende) gasten verschenen. Wel werd er nog gekookt en geroddeld.
Enkele bekende rubrieken van vroeger:
- 112 Mari
- Roddelen met Joop
- Workshops
- Koken met Jeremy
- Uit-tip
- Gezocht
- De foto
- Ochtendfitness
- Modeshow
- Horoscoopdienst
- Fitdienst
- Grootmoeders SMS-dienst
- Op zoek naar...
- Relatietest
- Filminfo
- Krantenberichten
- Asieldier

Doesjka Dubbelt is de enige die de hele periode dat het programma te zien was het programma prestenteerde.
De 1ste aflevering werd op maandag 1 oktober 2001 uitgezonden en werd gepresenteerd door Doesjka Dubbelt en John Williams. Aan het eind van deze aflevering kwamen Gaby van Nimwegen en Jaco Kirchjunger even kijken. Gaby en Jaco presenteerde de 2de aflevering van het programma op dinsdag 2 oktober 2001.

## Presentatoren
- Doesjka Dubbelt (Seizoen 1 t/m 7 2001-2007)
- Gaby van Nimwegen (Seizoen 1 t/m 4 2001-2004)
- Jaco Kirchjunger (Seizoen 1 en 2 2001-2002)
- John Williams (Seizoen 1 t/m 4 2001-2004)
- Mike Starink (Seizoen 2 t/m 5 2002-2005)
- Stella Gommans (Seizoen 2 en 3 2002-2003)
- Joost van de Stel (Seizoen 3 en 4 2003-2004)
- Sanne Heijen (Seizoen 4 en 5 2004-2005)
- Marilou le Grand (Seizoen 3 t/m 5 2003-2005)
- Michiel Akkerman (Seizoen 5 2005)
- Nick Nielsen (Seizoen 5 t/m 7 2005-2007)
- Kristina Bozilovic (Seizoen 5 en 6 2005-2006)
- Susan Blokhuis (Seizoen 7 2007)

## Herkenningsmuziek
De openingsmelodie is een liedje over het concept van het programma: de uitzendtijd en inhoud van het programma. Er wordt tegelijkertijd informerend geprobeerd de kijker te overtuigen te blijven kijken, op een rijmende en zingende manier. Het liedje wordt gezongen door een zangeres (Esther Hart). Net als bij voorganger Koffietijd! wordt één zinnetje in het midden gezongen door een mannelijke zanger. Het liedje heeft in ieder geval één remix op haar naam staan.